# Tina Bloch
Pour les articles homonymes, voir Bloch et Dassault.
 (juin 2008).
Si vous disposez d'ouvrages ou d'articles de référence ou si vous connaissez des sites web de qualité traitant du thème abordé ici, merci de compléter l'article en donnant les références utiles à sa vérifiabilité et en les liant à la section « Notes et références ».
Tina Bloch, née Martine Raych, le 15 septembre 1954 dans le 16e arrondissement de Paris, est une écrivaine et curatrice d'art française.
Précédemment connue sous son nom de mariage de Martine Dassault, elle change en 2020 son prénom Martine pour celui de Tina et adopte le nom de naissance de sa mère, Bloch. 

## Biographie
Elle est la fille de Nicole Charlotte Bloch, fille de Marcel Bloch (1900-1967) et de Colette Alice Meyer (1901-1981).
Admissible à l'École normale supérieure de Fontenay, elle poursuit son cursus à université Paris IV-Sorbonne, en lettres et anglais. Journaliste d'art à Décoration internationale, Maison française et Art Press, elle publie trois romans sous le nom de Martine Dassault Crash, le premier tome d'une trilogie, en août 2004 aux Éditions du Rocher, pour une trilogie qui suivrait le développement psychique de son héroïne-miroir, puis Les lys Casablanca en septembre 2005 et Le temps du violon, en janvier 2007.
En 2000, elle est rédactrice en chef du magazine en ligne French Touch Magazine au sein du site Kozee.com. En 2001, elle contribue comme auteur à une encyclopédie collective « Mieux-vivre mode d'emploi » éditée par Larousse. Depuis 2011, elle est curatrice d'exposition.

## Vie personnelle
Elle se marie en 1977 avec Laurent Dassault, fils de Serge Dassault et petit-fils de Marcel Dassault, dont elle divorce en 1994. Elle a porté le patronyme de son mari jusqu'en 2020 où elle a choisi d'utiliser le prénom de Tina en place de Martine et le patronyme Bloch en hommage à sa mère, née Nicole Bloch.